# ヨイク
ヨイク (芬: Joiku、英: joik あるいは yoik) は、サーミ人の文化における伝統歌謡あるいはその歌唱法のことである。 luohti、 vuolle、 leu'dd、 juoiggus などとも表記される。ヨイクという語は元々はいくつかあるサーミ人の歌唱法のうちの一つを差していたが、英語表記の joik は一般にサーミ人の伝統歌謡全般を指す。現在まで文化の中で生き続けている伝統歌謡としてはヨーロッパで最古の部類であり、サーミ人の民謡といえる。ヨイクは歌詞やその文化に特有の意味を持たないという点でイヌイット以外のカナダ先住民 (ファースト・ネーション) の詠唱と共通点が見られる。サーミ人のキリスト教化の過程でヨイクは罪深いものとされ、またノルウェーへの同化政策においても教会組織から罪と関連づけられたため、ヨイクは衰退した。1950年代にはサーミ人の居住地域では学校教育においてヨイクが禁止されていた。ヨイクには宗教的側面があり、ノアイデやキリスト教以前の原始宗教との関連が深かったことも、当時に論争の対象となった原因となった。しかし弾圧されている間も、ヨイクはサーミの文化に非常に深く根ざしていたために完全に途切れてしまうことはなかった。現代でもヨイクは歌い継がれ、さらに新しい音楽にも影響を与えている。

## 宗教的意味
ヨイクはラップランドのサーミ人に特有の歌唱法である。非常に霊的なものであるとされており、個人、動物、あるいは何らかの人格的なものを想定する自然環境に対して捧げられるものであった。即興でうたわれることが珍しくなく、捧げられる対象によって変えてうたわれた。ヨイクを歌うことを意味する動詞 (北部サーミ語では juoigat) は他動詞であり、つまり歌うことそのものよりも、何を対象とするかが重要であり、それは直接的には個人や場所ではない。ヨイクを歌うことによって対象となる人や自然のものを表す。友人を対象としたヨイクは、友人のことを歌詞で表す歌ではなく (歌詞がないため)、ヨイクそのものが言語によらず直接に友人を表すということである。絵画で言えば、花の絵は花について述べたものではなく、花そのものを表したものであるのに例えられる。

## 形式
伝統的には、ヨイクには歌詞がない場合と短い歌詞がある場合がある。また叙情的な歌詞を持つものもある。多くの場合無伴奏でうたわれたが、現在は打楽器 などの伴奏を付けることもある。ヨイクの旋法は多くの場合五音音階であるが、それに収まらない音高も自由に用いる。
ラップランド北部では、うたわれるヨイクは属人的である。子の誕生の際にうたわれることも多い。イギリスの女優ジョアンナ・ラムレイ (Joanna Lumley) は北欧を周遊した際にサーミの老人の歌うヨイクを何度か聴き、オーロラのヨイクを聴くことはなく、その話をするサーミ人もなかったとしている。
現在は、ヨイクには多くのスタイルがある。
- 南部のサーミのヨイク (vuollie) はより古い時代のスタイルを残している。これはキリスト教化によりヨイクそのものの発展が妨げられたためである。ヨイクは野蛮、あるいは異教徒のものとして扱われ、サーミの文化からヨイクを歌う機会の多くが排除された。
- 北部サーミのヨイクの一種 (Luohti) が現在もっともよくうたわれるスタイルである。
- 東部サーミには leu'dd と呼ばれるスタイルがある。

## 自然の模倣とシャーマニズム
サーミの伝統的シャーマンであるノアイデには、シベリアのシャーマニズム (en) との共通点がある。シベリアではヨイクが宗教的儀式で歌われ、そのことが民話に伝えられている。また北アジアでは自然の事物の音を歌唱の中で模倣するものがある。

## ヨイクとキリスト教
ヨイクは現在も歌われるが、これは若年層のみに歌われるものと、祈祷文や呪文をまねた、もごもごヨイクとでも呼ぶべきものの二つに大別される。2014年にノルウェーのカウトケイノおよびマシ村の議会で「キリスト教の教会の中で賛美歌以外の歌を禁止すべきかどうか」が議論された。禁止案は否決されたが、教会の中でヨイクを歌うことがなぜ議論の対象となるのか不思議に思う者も多い。しかしヨイクはキリスト教が伝わる前の原始宗教に関わるものであり、キリスト教においてはそれはキリスト教のもので置き換えられるべきであると考えられている。